# Prince Saud bin Jalawi Stadium
Prince Saud bin Jalawi Stadium – wielofunkcyjny stadion w mieście Al-Chubar, w Arabii Saudyjskiej. Został otwarty w 1982 roku. Pojemność stadionu wynosi 20 100 widzów. Swoje spotkania rozgrywają na nim piłkarze klubu Al-Qadisiyah. Obiekt był jedną z aren piłkarskich Mistrzostw Azji U-19 2008.